# Balenpers

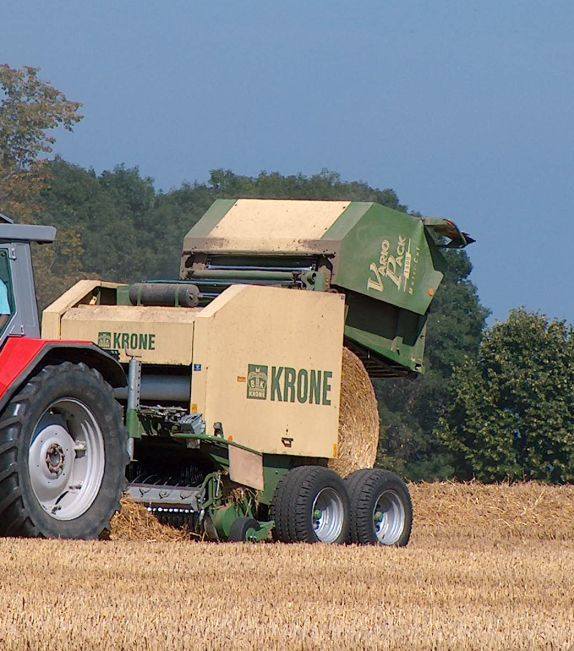
Balenpers

Een balenpers is een machine die dingen samenperst tot balen. Bekende vorm is het persen van hooi en stro tot balen in de landbouw maar er zijn ook balenpersen om onder andere papier, karton, blik, plastic, folie en algemene afval tot balen te verwerken.

## Afvalverwerking
Balenpersen worden gebruikt om het volume van afval te verkleinen. Het is daarnaast een veelgebruikte methode om recyclebare materialen te scheiden van de rest van het afval. 
Er bestaan verschillende typen persmachines. Van grote en kleine balenpersen, afvalpersen, brikettenpersen en containerpersen tot zakkenpersen. De meest gebruikte aandrijvingsvormen zijn hydraulisch, elektro-mechanisch of pneumatisch. 

## Landbouw
Eerst raapt de machine het hooi of stro op met de pick-up. Vervolgens komt het in de perskamer waar  het onder hoge druk tot een grote baal wordt geperst. Ten slotte worden er stevige koorden of een net om deze baal gewikkeld. Als de baal tot de gewenste afmetingen is geperst, wordt hij uit de perskamer geworpen. Veelal wordt hij eerst nog omwikkeld met plasticfolie zodat de baal luchtdicht is. Hierdoor kan het gras lang bewaard blijven, er treedt geen rottingsproces op, maar een conserveringsproces vergelijkbaar met kuilgras.
Men onderscheidt drie types balenpersen: de rondebalenpers, de pers voor grote balen en de vroeger veel gebruikte kleine balenpers.
Voor het later verpakken van verschillende maten balen is de onafhankelijk werkende wikkelmachine ontwikkeld. De balen worden opgepakt en vervolgens omwikkeld met 5 tot 8 lagen folie.

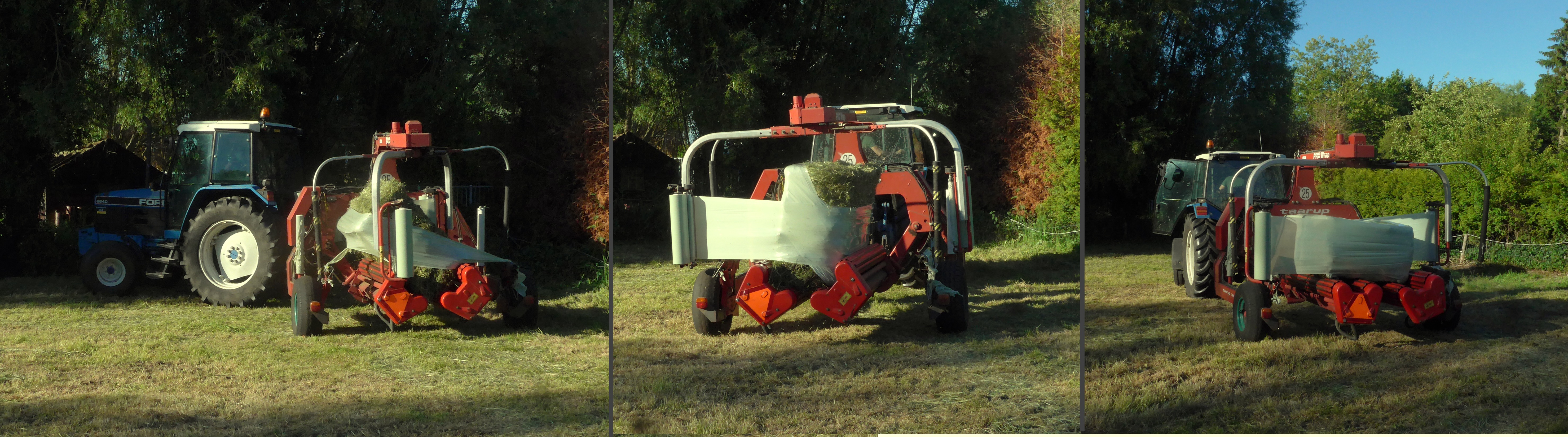
Wikkelmachine voor hooi- en strobalen, 3 stadia